# Tëplyj Stan (Mosca)
Il quartiere Tëplyj Stan (in russo Район Тёплый Стан?, "campo caldo") è un quartiere di Mosca sito nel Distretto Sud-occidentale.
È stato edificato nel 1972, sui luoghi dove sorgevano gli abitati di Kon'kovo e Verchnye Tëplye Stany e il territorio compreso tra essi. Prima della riforma amministrativa del 1991, era parte del quartiere Čerëmuškij.
Nel quartiere si trova l'altura Tëplostanskaja, che è il punto più elevato della città di Mosca dal 1960 (anno di inclusione del quartiere) con i suoi 254,6 metri sul livello del mare (130 sul livello della Moscova) all'incrocio del Novojasenevskij prospekt con via Profsojuznaja.
Il quartiere ospita un parco boschivo.